# Temps profund

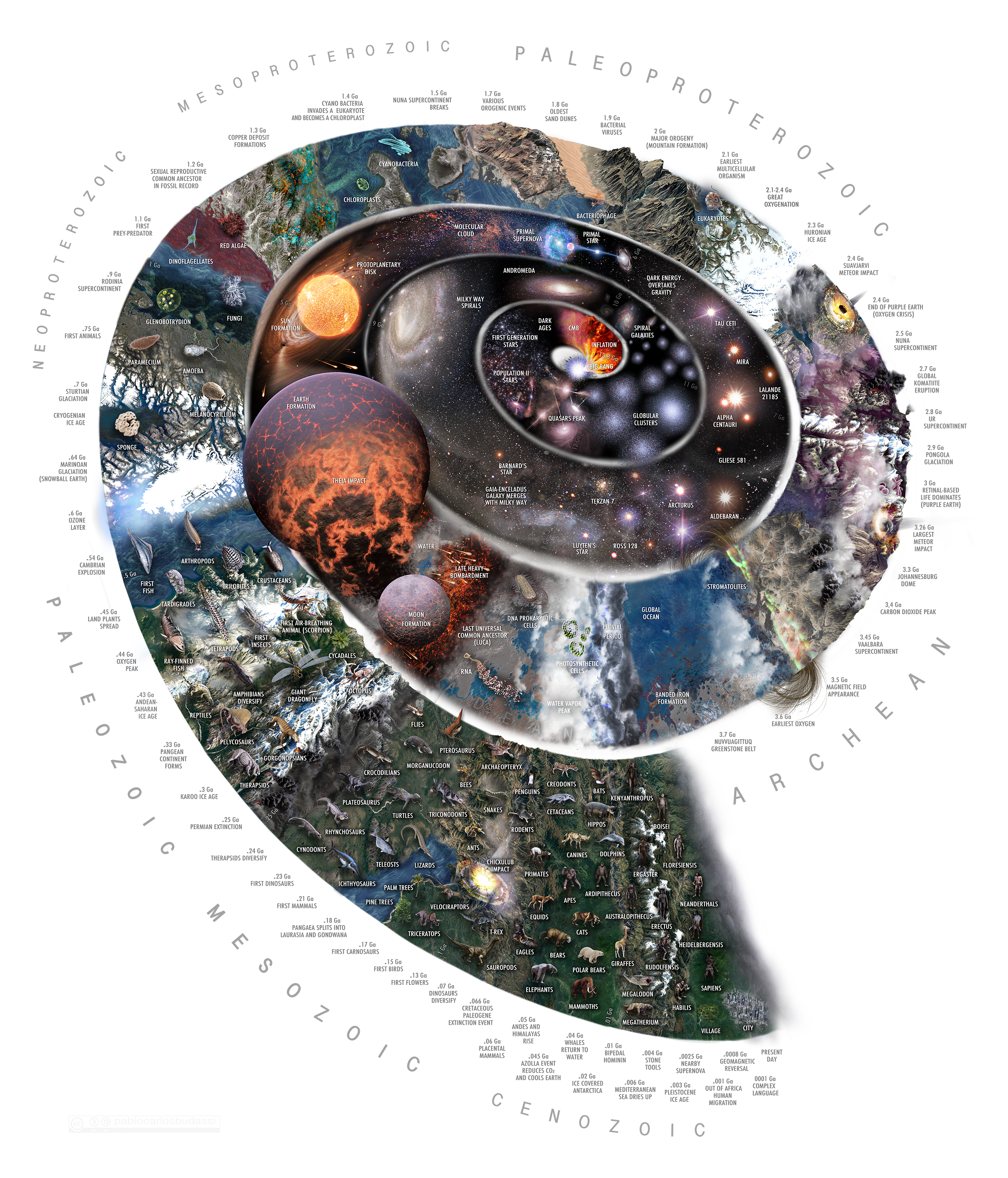
En aquesta il·lustració de la Gran Història, es mostra la unitat Ga ("giga-annum") per a reflectir els diferents períodes i esdeveniments amb números comprensibles.

Temps profund, en anglès: Deep time, és un concepte de l'escala geològica del temps. Va ser desenvolupada pel geòleg James Hutton (1726–1797). La ciència moderna actualment considera que l'edat del planeta Terra és d'uns 4,54 milers de milions d'anys.

## Concepte científic
Hutton basava el seu punt de vista sobre la forma com s'havia desenvolupat la geoquímica a Escòcia i Escandinàvia des de la dècada de 150 i més enllà. Hutton va ser ajudat pel matemàtic John Playfair
Els primers geòlegs com Nicolas Steno i Horace-Bénédict de Saussure havien desenvolupat idees sobre estrats geològics que es formen a partir de l'aigua mitjançant processos químics, i que Abraham Gottlob Werner (1749–1817) va desenvolupar en una teoria coneguda com a Neptunisme. La teoria innovadora de Hutton de l'any 1785 es coneix com la del Plutonisme, visualitzada com un procés interminable de formació de roques, aixecament i erosió. Hutton va afirmar: "no trobem cap vestigi d'un inici ni esperem cap final".
Charles Lyell en els seus Principles of Geology (1830–1833) desenvolupà l'enfocament de Hutton d'un «temps profund» sense fi com a concepte científic crucial dins el seu uniformitarianisme. Charles Darwin va estudiar el llibre de Lyell durant el segon viatge del HMS Beagle, abans de començar a desenvolupar la teoria de l'evolució
Conceptes similars al de temps geològic es poden trobar al segle xi en l'obra del persa Avicenna (Ibn Sina, 973–1037), i a la Xina en Shen Kuo (1031–1095).
El teòleg catòlic Thomas Berry (1914–2009) explorà les implicacions espirituals del “temps profund” i això ha influït en l'ecologia profunda i l'ecofilosofia